# Protector Super Lite
Die Protector Super Lite ist eine besonders leichte und kompakte fernbedienbare Waffenstation (RWS) zur Montage auf Fahrzeugen. Hersteller ist die norwegische Firma Kongsberg Protech Systems.

## Technische Beschreibung
Technisch basiert die Super Lite auf den weit verbreiteten und wesentlich schwereren Protector M151 Waffenstationen und beinhaltet viele Gleichteile.
Das System besteht aus einer schwingungsgedämpften (soft mount) Waffenplattform, einem Feuerleitsystem und den Bedienelementen. Derzeit sind zwei weit verbreitete Maschinengewehre für die Verwendung mit der Super Lite vorgesehen:
- M240/MAG-58 Maschinengewehr im Kaliber 7,62 mm
- M249/mini-mi leichtes Maschinengewehr im Kaliber 5,56 mm

Das Gewicht des Komplettsystems inklusive Waffe und 200 Patronen Munitionsvorrat liegt bei rund 50 kg. Die Bauhöhe beträgt ca. 55 cm. Eine Besonderheit an dieser Waffenstation ist die schnelle Montage bzw. Demontage. Mit wenigen Handgriffen lässt sich die Waffe und die Waffenstation selbst abnehmen und auf einem Dreibein unabhängig vom Fahrzeug benutzen. Eine manuelle Bedienung ist ebenfalls möglich.
Die Sensorik ist modular aufgebaut. Die Zielauffassung erfolgt wahlweise über eine CCD-Kamera
oder eine Infrarotkamera. Das Videosignal wird im Fahrzeuginneren auf einem Bildschirm angezeigt. Gesteuert wird die Waffenstation mit einem Joystick oder durch andere Bedienelemente.
Eine dynamische Stabilisierung der Waffenstation, um eine effektive Nutzung während der Fahrt zu ermöglichen, ist ebenfalls möglich.